# Государственный музыкальный центр в Батуми

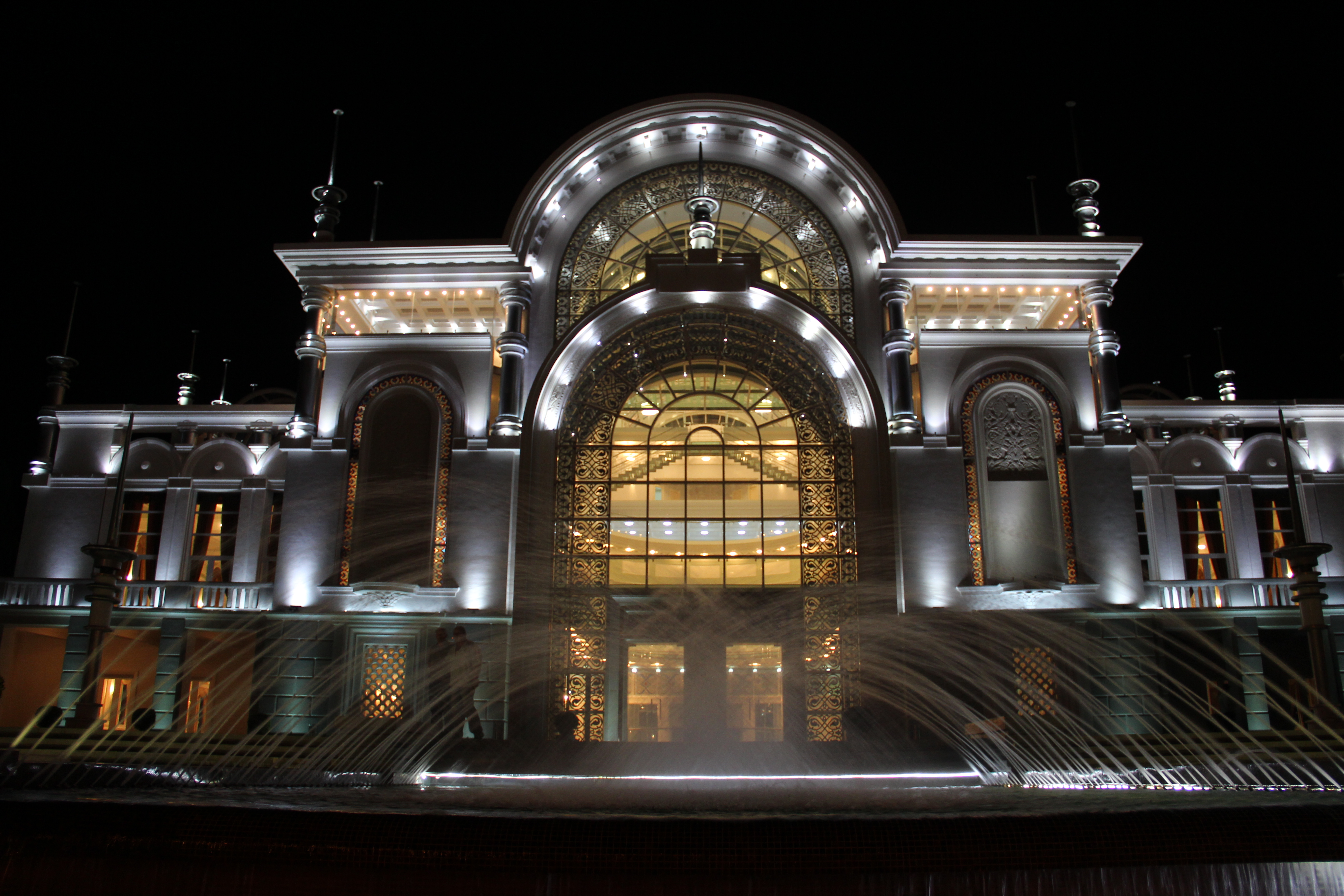
Государственный музыкальный центр в Батуми

Государственный музыкальный центр в Батуми объединяет под своей крышей несколько коллективов: Оперную труппу, симфонический оркестр, капеллу, молодёжный музыкальный театр, а также кварет «Нота». Творческие коллективы выступают не только в Батуми, но и ездят с гастролями в Европу.
Архитектура здание объединяет в себе современные и классические черты. Весь год тут проходят оперные и драматические выступления, концерты, международные фестивали, государственные мероприятия, выставки, презентации, конференции и много различных других мероприятий.

Руководит музыкальным центром Гиоргий Микеладзе.

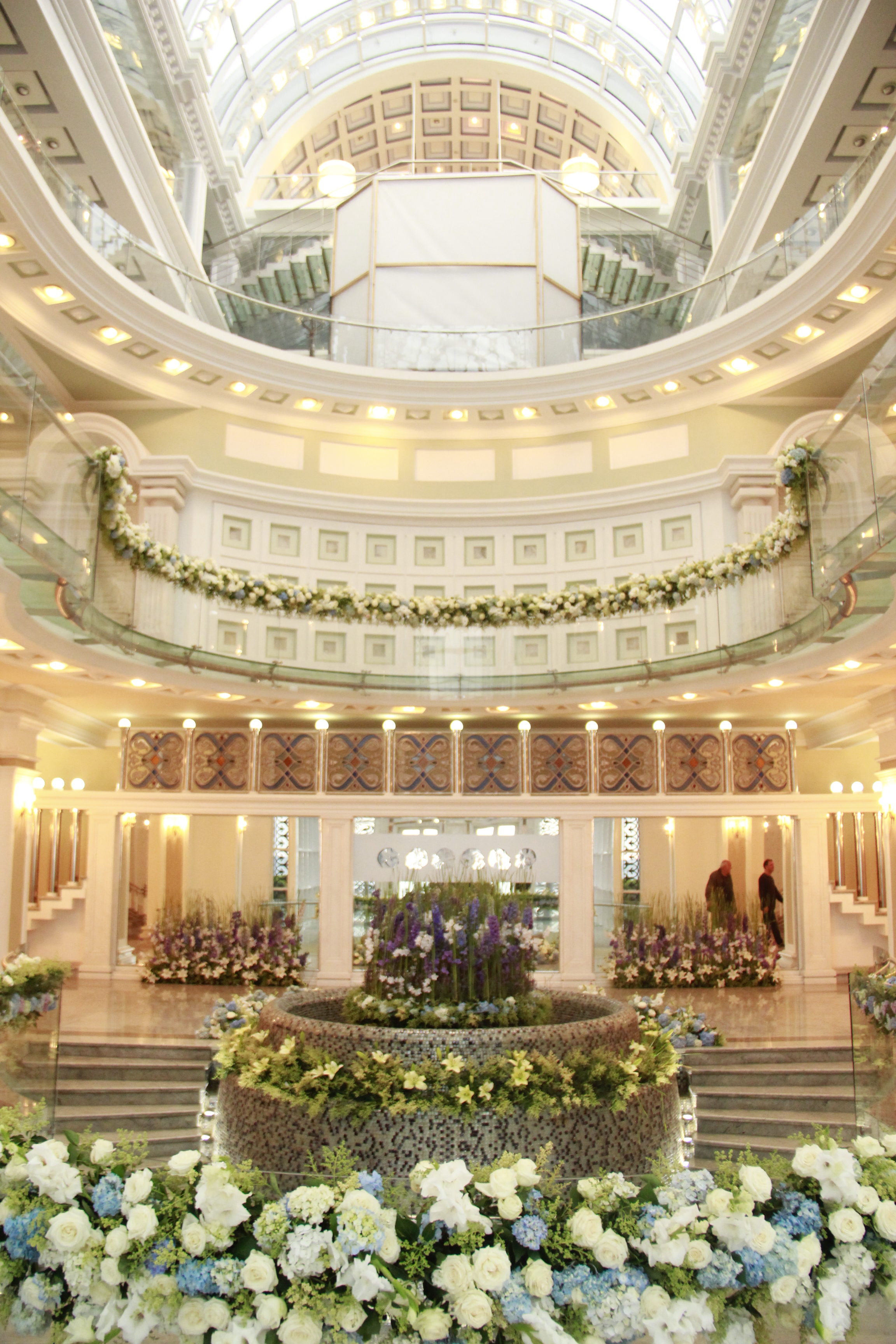
Музыкальный центр — холл

### История создания
Батумский государственный театр оперы и балета был учреждён 16 марта 1993 года указом № 69 Президиума Верховного Совета Аджарской Автономной республики. Труппа была размещена в стенах государственного драматического театра имени Ильи Чавчавадзе.
Первый спектакль состоялся 3 октября 1993 года и назывался Абесалом и Этери по одноимённой опере Закария Палиашвили. Режиссёром был Гай Жордания.
Первым художественным руководителем театра стал известный грузинский тенор, солист государственного академического театра им. Закарии Палиашвили в Тбилиси, Александр Хомерики. Впоследствии эта должность перешла к Нодару Сурманидзе.

### Здание музыкального центра
К 2004 году Батумский государственный театр оперы и балета уже проводил оперные и балетные постановки.

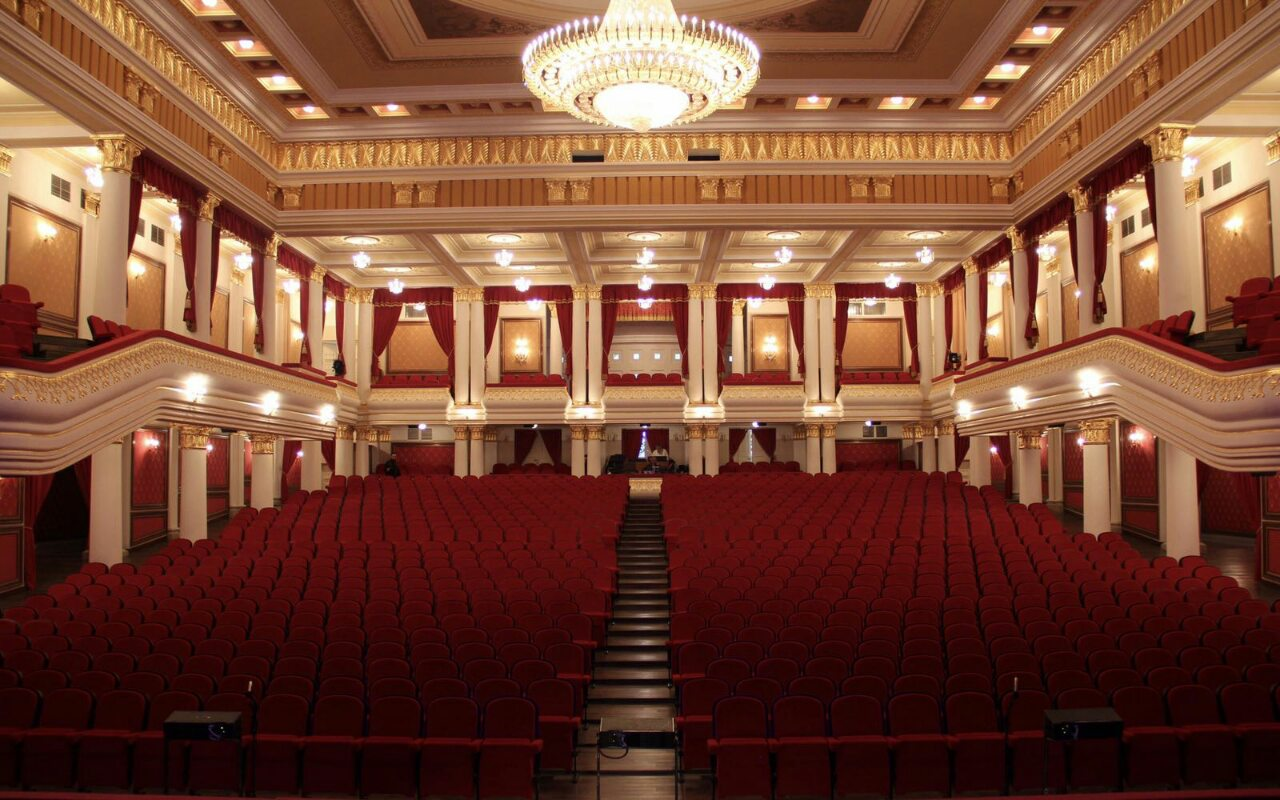
Музыкальный центр — зал

30 сентября 2004 года Министерством образования, культуры и спорта Аджарской автономной республики было принято решение о реорганизации Батумского государственного театра оперы и балета, Государственного симфонического оркестра Аджарии, Капеллы Аджарии и Батумского государственного детского театра оперы и балета в Государственный музыкальный центр под началом Давида Мукерия.
В 2011 году музыкальному центру было выделено здание «Арт-Центр», архитектора Вахтанга Хмаладзе. На открытие нового здания выступили разные исполнители, в том числе Луиза Ислам Али-Заде.